# Winner Ford Uniwersytet Zaporoże
Winner Ford Uniwersytet Zaporoże (ukr. Міні-Футбольний Клуб «Віннер Форд Університет» Запоріжжя, Mini-Futbolnyj Kłub "Winner Ford Uniwersytet" Zaporiżżia) – ukraiński klub futsalu z siedzibą w Zaporożu, występujący w latach 1997-1999 w futsalowej Wyższej lidze Ukrainy.

## Historia
Chronologia nazw:
- 1995: Uniwersytet Zaporoże (ukr. «Університет» Запоріжжя)
- 1997: Winner Ford Uniwersytet Zaporoże (ukr. «Віннер Форд Університет» Запоріжжя)
- 1999: Winner Ford Uniwersytet Zaporoże – po fuzji z Zaporiżkoks Zaporoże
- 04.2000: Uniwersytet Zaporoże (ukr. «Університет» Запоріжжя)
- 04.2001: Uniwersytet-Akademija Zaporoże (ukr. «Університет-Академія» Запоріжжя)
- 2003: ZDU Zaporoże (ukr. «ЗДУ» Запоріжжя)
- 2005: Siał-Dżet-DSS-2 Zaporoże (ukr. «Сіал-Джет-Дніпроспецсталь-2» Запоріжжя)
- 2007: klub rozwiązano

Klub futsalowy Uniwersytet Zaporoże został założony w 1995 i reprezentował Narodowy Uniwersytet w Zaporożu. W sezonie 1995/96 klub zajął dość wysokie miejsce w Pierwszej Lidze, a następnym sezonie zdobył wicemistrzostwo oraz awans. W 1997 klub po uzyskaniu sponsora (autosalon "Winner Ford") zmienił nazwę na Winner Ford Uniwersytet Zaporoże i debiutował w Wyższej Lidze. Debiut był bardzo udanym - brązowe medale mistrzostw oraz półfinał Pucharu Ukrainy. W następnym sezonie 1998/99 zespół zdobył wicemistrzostwo oraz Puchar Ukrainy. Latem 1999 w celu utworzenia mocnego klubu w Zaporożu odbyła się fuzja z innym miejskim klubem DSS Zaporoże.
DSS kontynuował rozgrywki w najwyższej klasie rozgrywek ukraińskiego futsalu, a uniwersytecka drużyna występowała w Pierwszej lidze jako druga drużyna z nazwą Uniwersytet Zaporoże i Uniwersytet-Akademija Zaporoże. W sezonie 2002/03 klub nie przystąpił do rozgrywek. Od sezonu 2003/04 nazywał się ZDU Zaporoże (Zaporoski Państwowy Uniwersytet) i kontynuował występy w Pierwszej lidze. Latem 2005 zmienił nazwę na Siał-Dżet-DSS-2 Zaporoże lub Siał-Dżet-DniproSpecStal-2 Zaporoże. Po zakończeniu sezonu 2006/07 klub zaprzestał występy w mistrzostwach Ukrainy.

## Sukcesy
Sukcesy krajowe
- Mistrzostwo Ukrainy:
  - 2 miejsce (1x): 1998/99
  - 3 miejsce (1x): 1997/98

- Puchar Ukrainy:
  - zdobywca (1x): 1998/99